# Адамчуки
Адамчуки́ — село в Україні, розташоване у Шацькій селищній територіальній громаді Ковельського району Волинської області поблизу кордону з Польщею.
Населення становить 74 особи. Орган місцевого самоврядування — Шацька селищна рада.

## Географія
На заході села знаходиться річка Західний Буг. Від села до річки 300 м. По річці проходить державний кордон із Польщею.

## Історія
У книзі Олександра Цинкаловського «Стара Волинь і Волинське Полісся» про цей населений пункт зазначено: 
| | \| АДАМЧУКИ, с, Володимирський повіт, Любомельська волость. В кінці 19 ст. було там 65 домів і 705 жителів.[1] \| |
| АДАМЧУКИ, с, Володимирський повіт, Любомельська волость. В кінці 19 ст. було там 65 домів і 705 жителів. | |

12 червня 2020 року, відповідно до розпорядження Кабінету Міністрів України № 708-р «Про визначення адміністративних центрів та затвердження територій територіальних громад Волинської області», увійшло до складу Шацької селищної територіальної громади.
19 липня 2020 року, в результаті адміністративно-територіальної реформи та ліквідації Шацького району, село увійшло до новоутвореного Ковельського району.

## Населення
Згідно з переписом УРСР 1989 року чисельність наявного населення села становила 67 осіб, з яких 28 чоловіків та 39 жінок.
За переписом населення України 2001 року в селі мешкало 68 осіб.

### Мова
Розподіл населення за рідною мовою за даними перепису 2001 року:
| Мова       | Відсоток |
| ---------- | -------- |
| українська | 98,65 %  |
| румунська  | 1,35 %   |

## Відомі особистості
В поселенні народився:
- Томашевський Андрій Степанович (1912—1943) — український націоналіст.

## Галерея

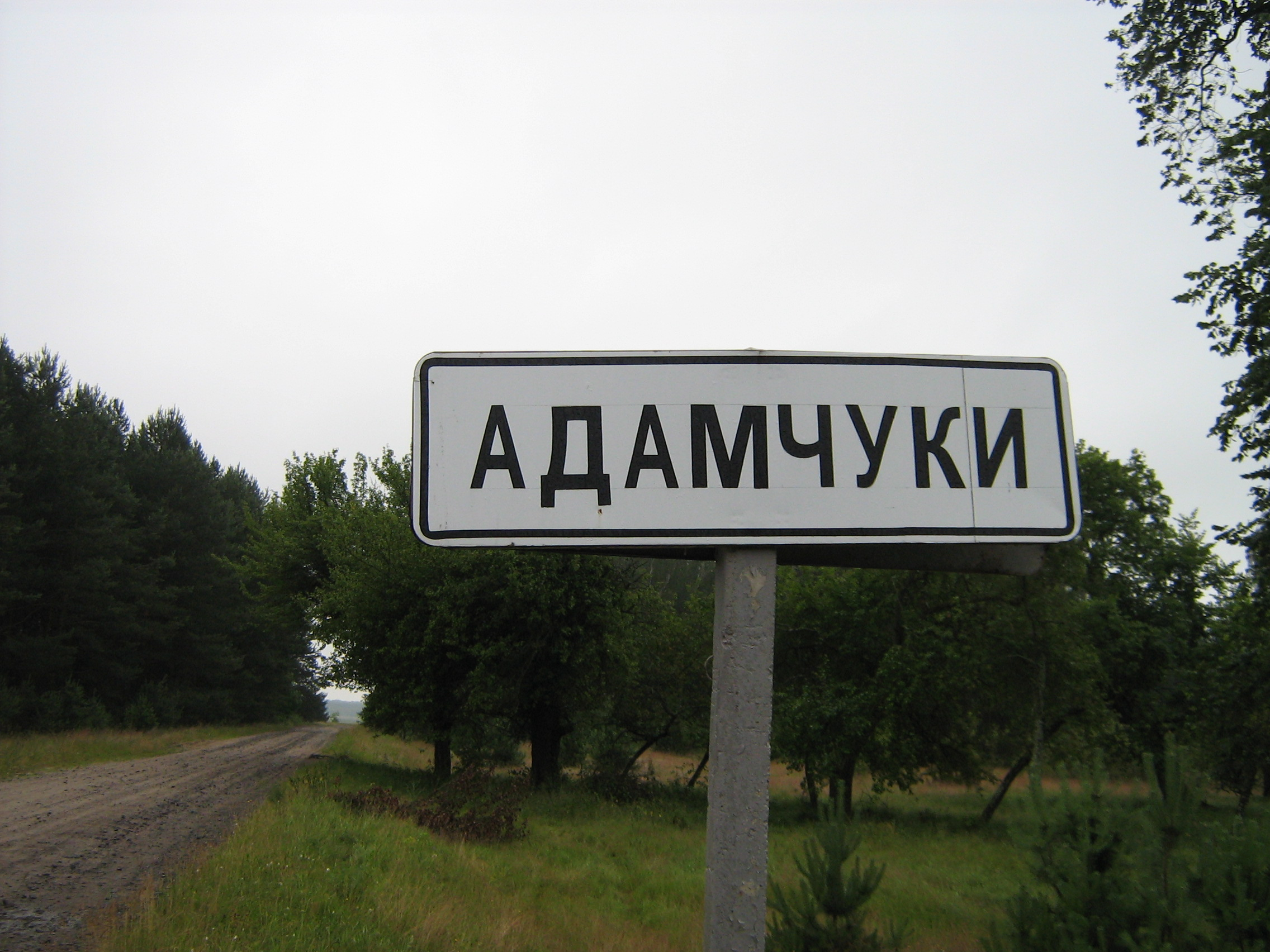
В'їзний знак в село з боку села Грабове
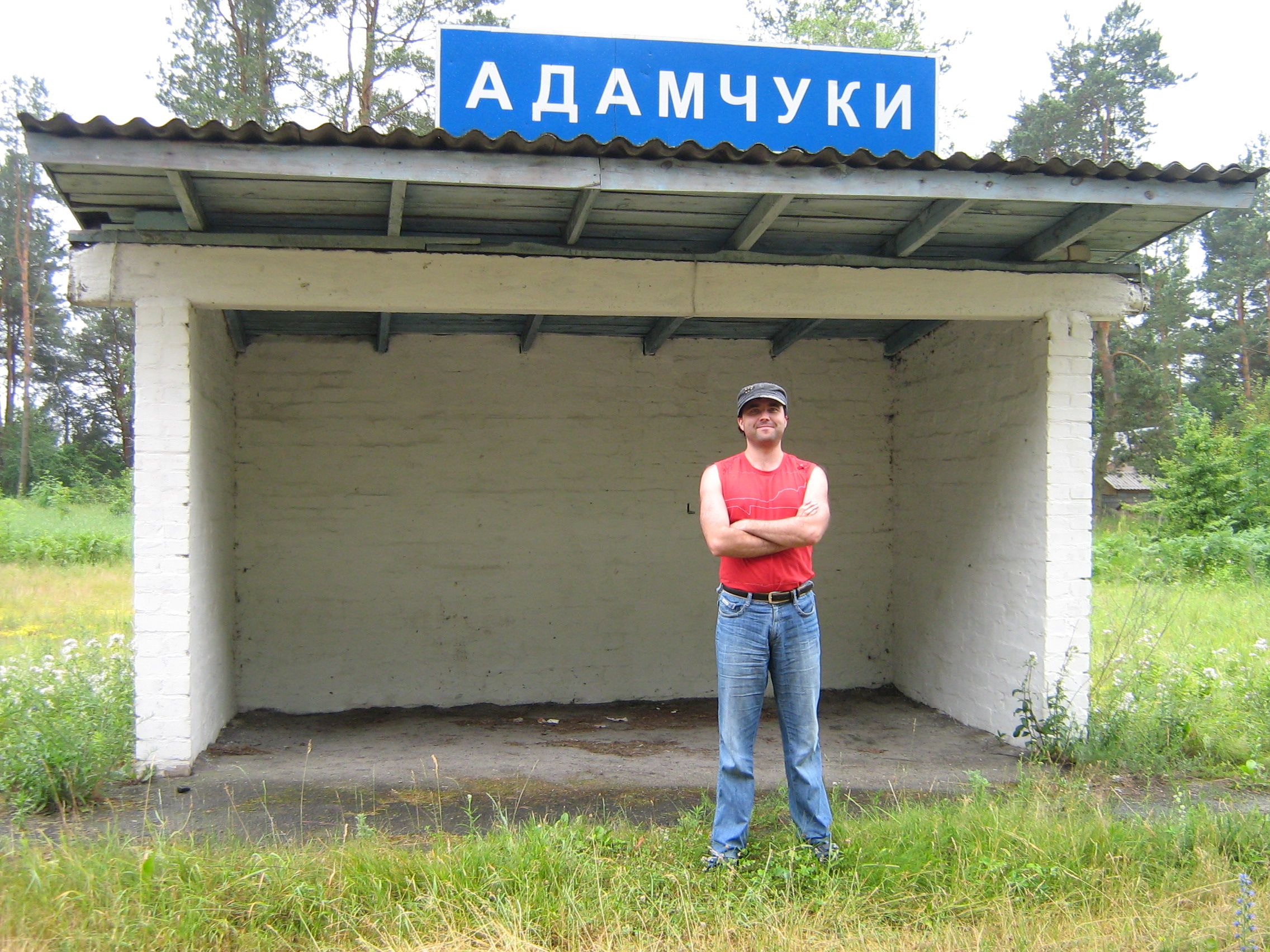
Зупинка в селі Адамчуки